# Kornya Mihály
Kornya Mihály (Nagyszalonta, 1844. február 22.  – Bihardiószeg, 1917. január 3.) a több mint másfél évszázados magyar baptista misszió legdinamikusabb időszakának meghatározó egyénisége. Gyakran nevezik parasztapostolnak illetve paraszt-prófétának is.

## Fiatalkora és családja
Szegényebb sorsú földműves családban született, Kornya Mihály és Kovács Katalin gyermekeként. Ötéves volt, amikor apja meghalt; fiatal korától dolgoznia kellett a megélhetésért. Egy ideig Rozvány György ügyvéd, volt honvédtiszt tanyáján dolgozott, majd Nagyváradon a család parádés kocsisa lett. Feladatai közé tartozott az is, hogy a szombatonként érkező segítségkérőket kikérdezze.  
1865-ben kilépett Rozványéktól, de a családdal továbbra is tartotta a kapcsolatot. Rövid ideig Geszten, Tisza Kálmánnál lett parádés kocsis, majd önállósította magát. Nagyszalontán a Gyepszélsor 366. alatt gazdálkodott, sertéseket, lovakat, ökröket tartott. 1866. május 23-án házasodott össze a Rozvány családnál konyhalányként dolgozó Pataki Zsigó Máriával (1846–1890), akitől hét gyermeke született: Juliánna (?–1905), Zsuzsánna (1868–?), Mária (1876–1899), Erzsébet (1877–1905), Sára (1879–?), Teréz (1882–1902), Mihály (?–1914. szeptember 17.)  
Négy lánya fiatalon, de már asszonyként hunyt el, 1914-ben egyetlen fia az első világháborúban Szerbiában vesztette életét. 1890. május 17-én felesége elhunyt, második felesége ugyanabban az évben Takácsné Tóth Máté Zsuzsánna, kétgyermekes özvegy lett. 

## Megtérése és munkássága
Tóth Mihály rábeszélésére Kornyai részt vett azokon az igehirdetéseken, amelyeket Rottmayer János (1818–1901) munkatársa, Novák Antal (1828–1877 budapesti szabó, a Bibliatársulat árusa prédikált Lajos János puskaműves házánál. Ennek hatására tért meg, és 1875. augusztus 26-án Meyer Henrik merítette be Gyulán, a Fehér-Körösben. Ugyanakkor merítkezett be felesége és hat további nagyszalontai lakos. Az ő házánál tartotta istentiszteleteit a nagyszalontai baptista gyülekezet, amelynek 1879-ben már 47 tagja volt. 
Éveken át hirdette az evangéliumot a környező falvakban. 1877. november 11-én Mayer Henrik „vénné” avatta. 1881. június 8-án Tóth Mihállyal és a sógor Balogh Lászlóval presbiterré választotta Meyer (vagy ahogy ő hívja: Mitaelter-ré, társvénné), majd másnap elvégezte el az első bemerítését Feketetóton (korábban Mayer keresztelte meg a Kornya által felkészítetteket is), de az ismeretlen vallás igehirdetőjeként sok bizalmatlansággal is meg kellett küzdenie ("próbálgatja az est homályában és éjjelenként a lélekfogdosás munkáját", ill. többször tettleg is bántalmazták, illetve ha engedélyezték is a hatóságok az összejöveteleket, azokon csendőrnek is részt kellett vennie.) Általában gyalog vagy alkalmi szekéren utazott, néha vonatozott és bejárta Arad, Békés, Bihar, Hajdú, Pest-Pilis-Solt, Szilágy vármegyéket. Gyülekezeti és lányai segítségével lefordíttatta a német nyelvű énekeket, "nemzetközi lecké"-ket, majd sokszorosíttatta Pesten, és szétküldte a gyülekezetnek. Ezek a művek lettek a Vasárnapi Tanító egyik előzménye.
1893-ban az országos konferencia felosztotta Kornya hatalmas munkaterületét, és a nagyszalontai körzetet Tóth Mihályra bízta, és Kornya Bihardiószeg központtal új területen folytatta a missziót. Először Derecskére, majd Nagyváradra, 1903-ban Diószegre költözött, és folytatta a környéken az igehirdetést, mely során sok román csatlakozott a baptistákhoz. Amikor 1905-ben az állam elismerte a magyarországi baptista egyházat, Kornya (Meyer Henrikkel és Tóth Mihállyal együtt) ellenezte ezt, mivel ők a szabad vallásgyakorlás hívei voltak, amely megvalósulása esetén nem kell egy vallást sem elismerni. Valószínűleg a Meyeréktől kivált kisebbség járt közben az állam általi elismerés érdekében. 1912. április 5-én megalakult a Magyarnyelvű Szabad Baptista Szövetség, amelynek elnöke Kornya Mihály lett.
Négy évtizedes munkássága során számos gyülekezetet alapított Bihar megyében, Pest megyében és a Szilágyságban, 328 alkalommal tartott bemerítést, és mintegy 11 000 hitvallót keresztelt meg. Missziós tevékenységét – tolmács segítségével, más forrás szerint aránylag jól megtanult románul – az Arad megyei románok körében is folytatta. Híveit – talán irigységből – "Kornyahitűeknek" is nevezték.
1917. január 3-án hunyt el Bihardiószegen és január 6-án temették. A gyászbeszédet Meyer Henrik tartotta és II. Sámuel 1:17-26. verseiből olvasott fel.

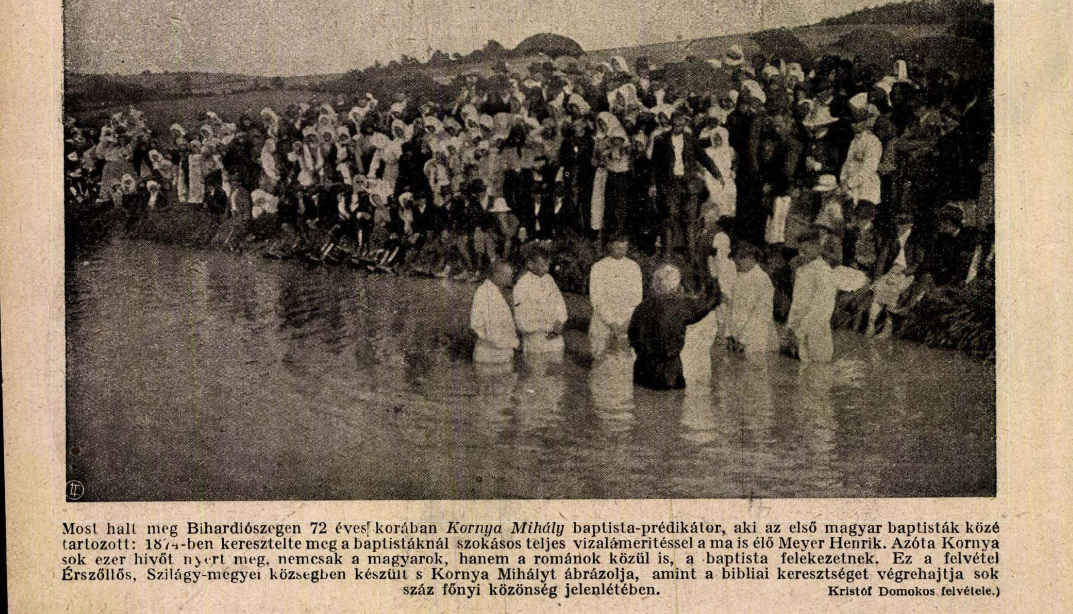
Kornya Mihály bemerít Érszőllősön (Az Érdekes Ujság, 1917.02.04., 20. oldal)

## Emlékezete
- Gödöllőn utca van róla elnevezve; itt található a baptista imaház.[9]
- 2010-ben a Magyar Baptisták Világszövetsége Kornya Mihály-díjat alapított az emlékezetére.[10]
- 2014-ben a Magyarországi Baptista Egyház Kornya-programot indított új gyülekezetek alapítására.[11]
- A magyarországi és erdélyi baptisták a 2017-es évet, Kornya Mihály halálának 100. évfordulóját, Kornya-emlékévnek nyilvánították,[12] és ugyanúgy az Észak-Amerikai Magyar Baptista Szövetség.[13]